# Erdélyi jezsuita szerzetesek listája

A jezsuiták megtelepedése Erdélyben Báthory Istvánnak köszönhető, aki erdélyi fejedelemmé választását (1571) követően a hátrányosan megkülönböztetett katolikusok helyzetét katolikus papok behívásával, illetve a jezsuita rend megtelepítésével próbálta javítani. Az ausztriai jezsuita rendtartomány több éven keresztül sem tett eleget a fejedelem kérésének, félve a vállalkozás kockázataitól, részben a távolság, részben a nagyszombati kedvezőtlen tapasztalatok miatt. Miután Báthory lengyel királlyá lett (1576), ismét sürgette az erdélyi katolikusok megtámogatását. Az erdélyi misszió megszervezését kezdetben Alfonso Pisa vezette; ő maga nem járt Erdélyben, de ő készítette fel a misszionáriusokat a hitvitákra, valószínűleg az ő irányítása alatt állították össze az úgynevezett kolozsvári disputa tételeit. Az első jezsuiták 1579-ben Lengyelország felől érkeztek Erdélybe, és Kolozsmonostoron, az egykori bencés apátságban kaptak helyet. 1581-ben beköltözhettek Kolozsvárra, ahol a ferences kolostort kapták meg iskola céljára. 1583-ban Antonio Possevino papneveldét létesített, 1585-ben pedig beindult a felsőfokú képzés. Emellett Gyulafehérváron is működött egy rendház, Nagyváradon pedig alsóbb iskolát létesíthettek.
Az 1586-os pestis során a 45 erdélyi rendtag több mind fele meghalt, helyükre Lengyelországból érkeztek új szerzetesek. Ugyanebben az évben meghalt Báthory István, és a rend fejedelmi pártfogó nélkül maradt. 1588-ban az erdélyi protestáns főurak rávették a fejedelemségre pályázó fiatal Báthory Zsigmondot (akit egyébként a jezsuiták neveltek, és első gyóntatója a jezsuita Leleszi János volt), hogy tiltsa ki a jezsuitákat az országból. V. Szixtusz pápa közbelépésére a rend tagjai 1591-ben ismét bejöhettek Erdélybe.
Miután az 1595. évi gyulafehérvári országgyűlés ismét engedélyezte a jezsuita rend erdélyi működését Kolozsmonostoron, Kolozsváron és Gyulafehérváron, rövid időn belül megint lehetetlenné vált működésük. A tizenöt éves háború idején, amikor 1603-ban az unitárius Székely Mózes csapatai bevonultak Kolozsvárra, a prédikátorok által felbujtott unitárius tömeg lerombolta a jezsuita kollégiumot. Bocskai István, Rákóczi Zsigmond és Báthory Gábor alatt az erdélyi országgyűlés száműzte a jezsuitákat (1606, 1607, illetve 1610). Az 1606-os bécsi békekötés után megindult azonban a nemesség rekatolizációja, amelyben a jezsuitáknak komoly szerepük volt, így kialakult egy olyan katolikus elit, amely támogatni tudta a rend újbóli bejövetelét. A jezsuiták helyzete Bethlen Gábor uralkodása alatt fordult kedvezőre, aki Pázmány Péter közvetítésével kérte jezsuita szerzetesek küldését Muzio Vitelleschi rendfőnöktől; így érkezett Vásárhelyi Gergely a gyulafehérvári fejedelmi udvarba. A református fejedelem 1618-ban nemcsak megengedte Szini Istvánnak, hogy Fogarason, később Gyulafehérváron iskolát és templomot tartson fenn, hanem anyagilag is támogatta; rajta kívül Kolozsmonostorra is behívott két jezsuitát, így újra megnyithatták iskolájukat. Engedélyt adott a karánsebesi misszió megalapítására, amely elsősorban a románok között folytatott térítő munkát. Bethlen Gábor korában Kolozsvár és Gyulafehérvár mellett a jezsuiták templommal rendelkeztek Csíksomlyón és Székelyudvarhelyen is. A jezsuiták számára kedvező korszak II. Rákóczi György alatt ért véget az 1653-as újabb kiutasítással; a kitiltás ellenére az oktatást tovább folytatták Kolozsmonostoron. 1665-ben I. Apafi Mihály a Katolikus Státus nyomására engedélyezte, hogy az iskola beköltözzön Kolozsvárra.
A Habsburgok uralma alá került Erdélyben a jezsuiták fontos szerepet játszottak a rekatolizációban, de mivel a központi hatalom politikai szövetségesének tekintették őket, tevékenységüket gyanakvás övezte. 1698-ban megnyitották kolozsvári akadémiájukat, amely 1712-től kezdve teológiai tagozattal bővült. Kolozsváron nagyszabású építkezésekbe kezdtek: felépült az új templomuk, a szeminárium és a nemesi konviktus. Az akadémia papírmalommal (1718–19), saját nyomdával (1726) és gyógyszertárral (1731–32) is rendelkezett. A nyomda fennállása alatt 353 művet adott ki latin, magyar, német és román nyelven. A székelyudvarhelyi jezsuita gimnázium 1740-ben új épülettel bővült, Marosvásárhelyen 1702-től misszió létesült; jezsuita iskola működött Gyulafehérváron, Nagyszebenben és Brassóban is. 1773. július 21-én XIV. Kelemen pápa feloszlatta a szerzetesrendet; a rendeletet Mária Terézia szeptember 18-án tette közzé. A rendnek ekkor hat rendháza volt Erdélyben (Kolozsvár, Gyulafehérvár, Székelyudvarhely, Nagyszeben, Brassó és Marosvásárhely) mintegy nyolcvan rendtaggal. A rend feloszlatásakor a szerzetesek részben más szerzetesrendekhez csatlakoztak, részben a világi papság soraiba léptek.
A 16–18. században az alábbi jezsuita szerzetesek tevékenykedtek Erdélyben:
- Apostol György[8]
- Arator (Szántó) István (Devecser, 1540 vagy 1541 – Olmütz, 1612) 1579-től a kolozsmonostori apátságban telepedett jezsuitákhoz csatlakozva, hirdette a katolikus vallást a közeli kolozsvári szószékből és tanított a gimnáziumban. 1582-ben Nagyváradon találjuk őt, ahol négy éven át tartózkodott, iskolát nyitott, és polémiát folytatott Beregszászival. 1585-ben Gyulafehérvárra helyezték át.[9]
- Ágoston Péter (Szentlélek, Csíkszék, 1617. június 29. – Nagyszombat, 1689. április 23.) Több ízben elöljáróskodott Erdélyben.[10]
- Alló Imre (Beketfa, 1659 – Erdély, 1698. március 12.) 1678-ban lett jezsuita. Bécsben bölcseletet tanult; kevés idő múlva Kassára küldték. Miután Nagyszombatban négy évig tanárkodott, Erdélybe ment és ott tanított és prédikált egészen addig, amíg a katonák, akiket jobb erkölcsökre intett, ellene fordultak és fegyverrel úgy megsebesítették, hogy néhány nap alatt sebeibe belehalt. Műve: Leopoldus I. pietate in Deum, clementia in subditos, arte et marte, in toga et sago, tot gloriosissimorum corona. Carmine heroico, lyrico, anagrammatico. Tyrnaviae, 1687[11]
- Argentus János (Giovanni Argenti) (Modena, 1561 k. – Modena, 1629. november 26.) 1603-tól vett részt az erdélyi misszióban; megírta Erdély történetét 1603–1607 között. A medgyesi és a kolozsvári országgyűlésre beadott két latin védiratának címe: Defensio societatis Jesu (Kolozsvár, 1607) illetve Actio pro restituenda societate Jesu in Transylvania habita (Kolozsvár, 1607)[12][13]
- Bakai Imre (? – 1713. augusztus 9.) Kolozsváron volt tanár. Fundatores academiae Transsilvaniae Claudiopoli című munkáját tanítványai adták ki halála után.[14]
- Balogh János (Székelyudvarhely, 1677. szeptember 27. – Siek, 1710. augusztus 14.) 1690-ben lett bölcseletdoktor Nagyszombatban, ahol a rendbe lépett; tanított Kassán, Gyöngyösön; majd Bécsben hallgatta a teológiát. Tábori lelkészként működött Erdélyben, ahol Siek [?] várában a beteg katonákat ápolta; ő is pestist kapott és meghalt. Műve: Opus selectis controversiis… (Tirnaviae, 1710)[15]
- Balogh József (Radnót, 1701. július 31. – Marosvásárhely, 1756. március 10.)
- Balogh József (Szombathely, 1715. október 14. – Kőszeg, 1771. május 26.) Kolozsváron is tanított.[16]
- Baranyi Pál (Jászberény, 1657. január 25. – Nagyszombat, 1719. december 8.) Miután tanulmányait befejezte, világi ruhába öltözködve hatolt be Erdélybe és Barany László névvel Kolozsvárott a gimnáziumban négy évig tanított. Öt év elteltével ismét visszament Erdélybe és ott 13 évig hirdette a katolikus hitet. A románok egy részét megnyerte a katolikus egyháznak.[17][18]
- Barna János (Lázi (Liptó vm.), 1684. február 24.– Szatmárnémeti, 1731. március 2.) Élete utolsó éveiben Szatmáron tevékenykedett.[19]
- Baróti Szabó Dávid (Barót, 1739. április 10. – Virt, 1819. november 22.) költő és nyelvújító. 1763–64-ben, Kolozsvárott a gimnázium második osztályában tanított és a papnevelő intézet (szeminárium) felügyelője volt.[20]
- Martin Bauda 1623-tól részt vett a kolozsmonostori kollégium újjászervezésében.[21]
- Bellecius Péter (Pozsony, 1602 – Pozsony, 1649. május 10.) Hitszónokként bejárta Magyarországot és Erdélyt.[22][23]
- Bellusi István (Nagyszombat, 1668. július 29. – Nagyszombat, 1708. november 29.) Hét évet töltött Erdélyben.[24]
- Benkő Miklós (1724. október 27. – 1801. november 9.) Matematikát tanított Kolozsváron.[25]
- Berzeviczy János (Berzevice, 1692. január 4. – Kolozsvár, 1750. július 11.) Nagyváradon a grammatika osztályt tanította. Több évig volt hittérítő; azután 16 évig hitszónok Magyarországon és Erdélyben. 1735–38 között a rozsnyói, 1743–44 között a székelyudvarhelyi rendház főnöke, 1745–50 között a kolozsvári szeminárium rektora volt.[26]
- Bethleni Antal[8]
- Bíró György (Kézdipolyán, 1707. október 8. – Kolozsvár, 1785. április 22.) 1761-től a kolozsvári jezsuita akadémián tanított, mellette a nemesek konviktusának régense, a nyomda prefektusa, illetve 1766–1770 között könyvtáros volt.[27][28]
- Bíró István (Kolozsvár, 1724. április 15. – Kolozsvár, 1782) Kolozsvárott prédikált és tanított. A rend föloszlatása után az utóbbi helyen maradt, az 1777-ig tartó átmeneti korszakban ő kezelte a kolozsvári tanintézet könyvtárát.[29][28]
- Bors György, erdélyi származású; 1754-ben Ungváron tanított a grammatikai osztályban. Miután elvégezte harmad évi tanulmányait, fölvették a rendbe, s Erdélybe küldték, ahol 1769-től a rend eltörléséig működött, különösen az unitáriusok térítgetésében. Lefordította Hevenesi Gábor Ars bonae mortis, sive quotidiana erga sanctissimam Dei matrem Mariam pietas című művét.[30][31]
- Boross József (Csíkszék, 1699. február 24. – Kolozsvár, 1757. július 14.) Életének legnagyobb részét Kolozsvárott töltötte, ahol 1731-től a jezsuita akadémián a bölcseleti és teológiai tantárgyakat oktatta, egyúttal a Szent József-szemináriumot kormányozta; a nyomda prefektusa és 1745–1750 között könyvtáros is volt.[7][28][32]
- Borsos Mihály (1706. április 18. – Bozók, 1761. június 15.) székely származású. 1728-ban Budán végezte a filozófiát és Trencsénben a három próbaévet, utána Kassán a negyediket. Az ifjúságot a középiskolában több évig oktatta, azután magyar hitszónokká lett. Sárospatakon a plébániát látta el, és az ottani rendház főnöke volt. Innét Turócba ment ugyanazon minőségben, végül Bozókra került. Művei: Epistolae Bidermanni (Claudiopoli, 1733) illetve Idea perfecti belli imperatoris oratorie adumbrata (Claudiopoli, 1734)[33]
- Botár Gergely[8]
- Botár György[8]
- Bőjthy Antal Hitszónok volt Székelyudvarhelyen, Marosvásárhelyen és 1770-ben Kolozsváron, ezután áldozó pap lett Marosvásárhelyen. Eredetileg latin nyelven írt művei, melyeket utóbb magyarra fordított: Magyar nyelvtudomány (Marosvásárhely, 1790) illetve A nemes magyar nyelv írásának és szólásának tudománya (Marosvásárhely, 1794)[34]
- Brumovszki Ferenc (Neutitschein, 1691. október 28. – Gyulafehérvár, 1735. április 14.) A jezsuita rendbe 1708-ban lépett be Nagyszombatban, ahol a bölcseletet tanította. A gyulafehérvári rendház főnökeként halt meg. Művei: Fatales Ottomanicae Prtae lunae ecclipses (Cassoviae, 1717); Imago primi saeculi martyrum Cassoviensium (Cassoviae, 1718) illetve Gloria filiorum parentes eorum sive maior Dei gloria in Virgine sine labe concepta, sermone panegyrico defensa (Tyrnaviae, 1721)[35]
- Bucsy Antal bölcsészdoktor. Nagyváradon született, Bucsy Mihály bihari alispán fia, családjának utolsó férfi sarja volt. Művei: Selecta heroum Daciae spectacula (Claudiopoli, 1731) illetve Laus posthuma J. J. Gubernatoris Daciae Sigismundi e com. Kornis (Claudiopoli, 1732)[36]
- George Buitul (Karánsebes, ?1589. április – Karánsebes, 1635. szeptember 10.) 1617–1618-ban Gyulafehérváron volt tanító. Élete utolsó tíz évét a karánsebesi katolikus románság lelkigondozásának szentelte.[37]
- Rudolf Bzenský (Szakolca, 1651. október 27. – Kolozsvár, 1715. június 13.) 1693-ban került Karánsebesre, majd 1694-től 1701-ig Brassóba. 1708-ban saját kérésére visszahelyezték Brassóba, majd 1711-től haláláig Kolozsvárra. Sírja a kolozsvári piarista templomban található.[38][39]
- Campani János Pál[40]
- Ferdinando Capece / Capecius Ferdinánd (Nápoly, 1546 – Kolozsvár, 1586. július 31.) 1584-től a kolozsvári kollégium rektora volt. Pestisben halt meg, amelyet az általa ápolt betegektől kapott el.[40][41]
- Alfonso Carrillo, a bécsi jezsuita kollégium tanára, 1595-től a kolozsvári oktatás újjászervezője, Báthory Zsigmond tanácsadója. Levelezését és iratait Veress Endre adta ki 1906-ban.[40][42][43][44][45]
- Csehy Ferenc (Marosvásárhely, 1622 – Marosvásárhely, 1676) Erdélyben a latin nyelv tanára és egyházi szónok volt. Ludovico de Ponte elmélkedéseit fordította magyarra, de ennek befejezésében betegeskedése és halála megakadályozta.[46]
- Csepelényi Ferenc (Győr, 1676 – Buda, 1737. május 27.) Tanulmányainak végeztével Erdélybe küldték, ahol világi ruhában, titokban tanított.[47][48]
- Cserey József Imre (? – 1815) A rend feloszlatása után világi pap lett, és a nagyszebeni gimnáziumban tanított; később Marosvásárhelyen plébános lett, 1794–1815-ig gyulafehérvári kanonok volt.[49]
- Csernovics Ferenc (1680 – Kassa, 1736. február 4.) 1722-ben bölcseletet tanított Kolozsváron, azután Székelyudvarhelyen volt a rendház főnöke, és 1732-ben Kolozsváron a főiskola rectora és kancellárja.[50]
- Csete István (Selye, 1648. december 25. – Sopron, 1718. március 18.) I. Apafi Mihály uralkodása idején utazott Erdélybe, amikor még érvényben volt a jezsuiták kitiltása az országból. Álruhában, álnéven, kerlő úton utazott Gyulafehérvárra, ahol megérkezése után azonnal szószékre lépett, és egymásután négy nap prédikált. Neve csakhamar híres lett és az erdélyiek magyar Cicerónak nevezték. A kolozsvári főiskolát, amelyet Báthory István fejedelem alapított, Apor István gróf segítségével felvirágoztatta, és 19 évig élt itt.[51]
- Csiba Mihály (Csallóköz, 1699. szeptember 27. – Szatmárnémeti, 1754. február 1.) 1719-ben lépett a rendbe, s miután több évig volt hitszónok Sárospatakon, Gyöngyösön, Ungvárt, Nagyváradon és Egerben, 1727-1728-ban tanár volt Kolozsváron, azután több rendház főnöke. 1740-1744 között a nagyváradi rendház főnöke és iskolaigazgató volt. Művei: Exercitationes poeticae. I. de clade Georgi Rákóczi junioris. 2. Strena Deo nato (Claudiopoli, 1727) illetve Allocutiones oratoriae (Claudiopoli, 1728)[52][53]
- Csobánczi József 1761-ben Nagybányán gimnáziumi tanár volt, 1763–1767 között Kolozsváron logikát, metafizikát és fizikát tanított és a könyvtár prefektusa volt. 1768-ban egyházi szónok lett Ungváron, majd 1771-ben Székesfehérváron és Zágrábban, 1772-ben ismét Székesfehérváron és 1773-ban Kőszegen. Műve: Szent Istvánnak, magyarok első királyának dicsérete. Melyet szabad kir. Székesfejérváratt, ugyan azon szent tiszteletére felszentelt templomban ünnepének alkalmatosságával mondott… (Buda, 1769)[7][28][54]
- Daniel József (?–?) németországi származású bölcseletdoktor. Kremsben 1724-ben mint a rhetorika tanulója lépett a rendbe; Nagyszombatban a bölcseletet és Grazban a hittudományokat hallgatta. Kassán három évig tanította a bölcseletet, Kolozsváron a mennyiségtan tanára és 1743-1744-ben a jezsuita akadémia könyvtárosa volt. Bécsben az egyetemes s a rendházban tanított; összesen tíz évig volt tanár; ezután a rend feloszlatásáig (1773) Kremsben iskolaigazgató volt.[28][55]
- Derkai György (Selye, 1608. április 24. – Nagyszombat, 1678. szeptember 23.) Mint katolikus hittérítő leginkább Erdélyben és Törökországban működött. Több magyarországi rendház főnöke és az ungvári kollegium igazgatója volt. Műve: Az örök életnek uttya, tavozzal-el a gonosztul es cselekedgyel jot… Nagy-Szombat, 1678 (Sucquet Antal jezsuita buzgalmi művének fordítása; a végén nehány egyházi énekkel)[56]
- Dévai János (Gyöngyös, 1662. február 1. – Nagyszombat, 1701. november 10.) 1698-ben logikát, 1699-ben fizikát, 1700-ban metafizikát tanított Kolozsváron, korábban világi ruhában rejtőzött Erdélyben.[7][57]
- Dirner Tóbiás (Igló, 1676 – Eger, 1730. december 22.) Kolozsváron 1709-től hitszónok volt, 1715-től a bölcseletet tanította, azután a székelyudvarhelyi rendház főnöke lett, 1716-ban ismét Kolozsváron működött.[58][59]
- Dobner István (Déva, 1694. december 24. – Kassa, 1746. március 15.) 1724-től Kolozsváron tanított, 1736. augusztustól a kolozsvári rendház főnke volt.[60]
- Dobra József[8]
- Dobra László (1720. október 14. – Kolozsvár, 1784) 1746-ban Kolozsváron a költészettan tanítója volt.[8][61]
- Dzian István (Velséc, 1695. december 29. – Kassa, 1779. május 11.) Az 1750-es években a kolozsvári papnevelőben volt igazgató.[62]
- Ehrenhardt Kajetán[8]
- Fark Kristóf erdélyi örmény származású. 1767-ben a székelyudvarhelyi algimnáziumban, 1768-ban Kolozsváron, 1769-ben Nagybányán tanított.[63]
- Fasching Ferenc (Nagyszombat, 1668. augusztus 12. – Gyöngyös, 1747. április 6.) 1725-ben Kolozsváron a teológia tanára volt.[64]
- Fekete József (Bardóc, 1713. január 31. – Brassó, 1789) Kolozsváron végezte a bölcseletet; 22 éves korában a jezsuita rendbe lépett; a fogadalmi négy év eltöltése után, a humaniórákat és bölcseletet tanította Kolozsváron. Hitszónokként működött, majd a rend eltörlése után Brassóban volt pap.[8][65]
- Ferenczi András (? – ?, 1795. augusztus 19.) A jezsuita rend feloszlatása után Marosvásárhelyen volt plébános 1780–1795 között. 1792-től haláláig a marosi esperesség esperesi tisztségét is betöltötte. Művei: A mise uj testamentomi áldozat, melyet Marus-Vásárhely nemes szabad kir. várossában úr napján élő nyelvel bizonyított (Szeben, 1780); Igazság és kegyelmesség. Mária Theresiának felséges özvegy császárnénak… legfőbb, és tulajdonabb czimeres erkölcsei, melyeket az Ur Istennek szent oltárain három napok alatt azon királyi fejedelmi felség nagy lelkének örök boldogulásáért szent áldozatoknak buzgó bémutatása után halotti tisztelettel magasztalt (Szeben, 1781); A régi igaz, az az: A római katolika hitnek az apostoli tudományban virágzó igazsága (Kolozsvár, 1785)[8][66][67][68]
- Fischer János (Erdély, 1735 körül – 1773 után) 1755-ben Nagybányán, 1770-ben Kolozsváron tevékenykedett.[69]
- Fitter Ádám (Hrussó, 1679. február 8. – Szentgyörgy, 1741. november 11.) 1713–1729 között Kolozsváron tanított. Később fontos szerepet játszott az ortodox románok Rómához térítésében.[7][70]
- Fonovich János, Fonovics János néven is (Alsólászló, 1715. november 20. – Hédervár, 1788) Etikát tanított Kolozsváron az 1749/50-es tanévben.[7][71]
- Forró György (Erdély, 1571 – Nagyszombat, 1641. október 18.) 1607–1610 között volt erdélyi misszión.[72]
- Földesi János 1719-ben Nagyszombatban elsőéves novícius volt, utána Egerben (1751–1753), Budán (1755), Kolozsváron (1755–1757), Kassán (1758–1759), ismét Egerben (1760), Lőcsén (1761), Szepesváralján (1762), Nagyszombatban (1763–1768), végül a rend feloszlatásáig (1773) Lőcsén működött mint hitszónok, a növendékek főnöke és könyvtárnok. Művei: Affectus musarum Cassoviensium occasione Martis Europam venantis fusi... (Cassoviae, 1736) (ezt Stoeger br. Splényi József jezsuitának tulajdonítja); Continuatio Cosmographiae philosophicae descriptionis mundi (Cassoviae, 1737)[7][73]
- Friberth Sámuel[8]
- Fridvalszky János (Zólyom, 1740. december 13. – Szepes vármegye, 1784) Kolozsvárott latin nyelvet és matematikát tanított, majd könyvtáros volt a rend föloszlatásáig. Tanulmányozta Erdély mineralógiáját.[8][74]
- Geiger Mátyás (Kolozsvár, 1720. augusztus 24. – Győr, 1798 k.) Kolozsváron mennyiségtant tanított.[75]
- Gyalogi János (Gyöngyös, 1686. január 6. – Buda, 1761. május 29.) Két évig Kolozsváron tanult. 1716–24 között Marosvásárhelyen volt hitszónok és hittérítő. 1724-ben Székelyudvarhelyen, 1728–30 között Kolozsváron volt rendházfőnök. 1735–38 között ismét Marosvásárhelyen, 1738-40-ben, 1742-ben és 1756-60-ban Székelyudvarhelyen, 1740-41-ben Szatmárnémetiben, 1743-ban és 1747-51 között Kolozsváron tevékenykedett.[76]
- Hajas István (Veszprém, 1733. október 23. – 1798. augusztus 29.) Kolozsváron néhány évig tanító, majd hitszónok volt.[8]
- Haller József (Felsőidecs, 1725. március 8. – Quito, 1777 után) Négy évig a máramarosi rendház főnöke, majd 1770-től a kolozsvári nemes ifjak konviktusának igazgatója volt.[77]
- Hell Miksa (Maximilian Hell) (Selmecbánya, 1720. május 15. – Bécs, 1792. április 14.) Kolozsváron is tanított.[78][79]
- Horváth Mihály (Kőszeg, 1733. december 24. – Nagyvárad, 1784. szeptember 21.) 1780-tól a nagyváradi akadémia igazgatója.[80]
- Illia András (? – 1754. augusztus 5.)  Kolozsváron bölcseletet tanított, Nagyváradon a szeminárium igazgatója volt.[81]
- Jabroczki Ádám (Doboca, 1724. május 27. – Brassó, 1756. augusztus 29.) 1739-ben Kolozsváron lépett be a rendbe. Tanulmányainak végeztével a grammatikát és humaniorákat tanította; azután hittérítőként küldték ki Erdély részeibe, de már a második hónapban pestisben elhunyt. Műve: Inferiae herois manibus excell. d. Othonis Ferdinandi S. R. I. com. de Traun et Abensberg, ... Transsylvaniae supremi militiae praefecti. Claudiopoli, 1748.[82]
- Jakab András[8]
- Jánosi Miklós (1700. szeptember 27. – Nagyszeben, 1741. március 19.) 1734-ben Kolozsváron a matematika tanára és hitszónok volt, 1736-37-ben a bölcseletet tanította, 1739-től az erdélyi püspök tanácsosa volt.[83]
- Jaranyi Antal (Pécs, 1726. november 7. – 1796.) 1768-ban Kolozsváron volt könyvtáros.[84]
- Kamoczi Ferenc  (1698. október 4. – ?) Kolozsváron költészettant tanított.[85]
- Kapi Gábor (Kapi, 1658. augusztus 28. – 1728. március 24.) Kolozsváron hat évig tevékenykedett, és ugyancsak hat évig állott az erdélyi misszió élén. Az ő működésének tulajdonítják, hogy a jezsuiták száz év száműzetés után visszatérhettek Erdélybe.[86]
- Kaprinai István (Érsekújvár, 1714. szept. 14. – Nagyszombat, 1785. december 26.) Egy-egy évig hitszónok volt Nagybányán és Nagyváradon; 1737–38-ban, illetve 1750-től öt éven át Kolozsváron bölcseletet tanított.[87]
- Kászoni Kováts József[8]
- Kelcz Imre (Pétermajor, 1707. december 20. – Győr, 1792. november 15.) 1741-ben Kolozsváron tanított.[88][89]
- Kende László (1722 – Nagyvárad, 1803. október 12.) 1758-ban a fizika tanára és hitszónok volt Kolozsváron.[90]
- Kereskényi Ádám (Komárom, 1713. január 24. – Kolozsvár, 1777. február 1.) 1768tól Gyulafehérváron házfőnök, 1772-73-ben a kolozsvári jezsuita nyomda igazgatója.[91]
- Koffler János[8]
- Kolosvári Pál (Kolozsvár, 1684. november 24. – Kassa, 1731. április 25.) 1707-8-ban II. Rákóczi Ferenc titkára volt. Az unitárius vallásról 1709-ben tért katolikussá, 1711-ben lépett be a jezsuita rendbe. Kolozsváron tanított.[92]
- Kovács József[8]
- Ladó Bálint (Siketfalva, 1546 k. – Homonna, 1615. augusztus 29.) 1584-ben székelyföldi misszióval bízták meg. 1585-ben Szántó Istvánnal Nagyvárad környékén térített, ugyanakkor a pestisjárvány alatt betegeket ápolt. 1588-ban a jezsuiták kiűzetésekor Moldvába, majd Havasalföldre menekült. 1590-ben visszatérve Fogaras környékén, 1603-tól ismét Nagyváradon tevékenykedett.[28][93]
- Landovics György (Győr, 1649. márc. 13. – Nagyszombat, 1699. okt. 25.) Erdélyben álruhában végzett missziós tevékenységet.[94]
- Lehmann József[8]
- Leleszi János (Beregszász vagy Lelesz, 1548 k. – Loretto, 1595. február 26.): az első jezsuita Erdélyben. 1575-től kezdve Bécsben készítette elő az erdélyi misszió megszervezését, 1579-től Nagyváradon, Kolozsváron, majd Gyulafehérváron tevékenykedett. 1579–89 között Báthory Zsigmond nevelője, Báthory Kristóf gyóntatója volt.[40][28][95]
- Lestyán Mózes (Csíkszentkirály, 1720. szeptember 17. – Székelyudvarhely, 1774.): 1746-tól 1749-ig gimnáziumi tanár és oláh hitszónok volt Kolozsváron, 1758-tól 1773-ig hitszónok, iskolaigazgató és a rendház főnöke Székelydvarhelyen, ahol a rend megszüntetése után plébánosként folytatta tevékenységét.[96]
- Litkei Ferdinánd (Litke, 1700. szeptember 14. – Kolozsvár, 1771. május 12.) 1771-től Kolozsváron volt hitszónok és gyóntató.[97]
- Miháltz István (Retteg, 1726. december 25. – Sinkfalva, 1784) 1742-ben Kolozsváron lépett a rendbe. Egy ideig Kolozsváron volt hitszónok, majd Erdélyben hittérítő.[98][99]
- Massimo Milanesi (? – Kolozsvár, 1585), a kolozsvári jezsuita kollégium építésze és ápolója[100]
- Mindszenti Antal (Nagyszombat, 1687. július 19. – Kolozsvár, 1736. április 15.) 1730 után a kolozsvári kollégium és akadémia rektora volt.[101]
- More István[8]
- Móri István 1623-tól részt vett a kolozsmonostori kollégium újjászervezésében.[21]
- Némethy Ferenc (Szentgotthárd, 1693. december 10. – Nagyszombat, 1743. augusztus 8.) 1720 körül Kolozsváron tanított.[102]
- Neuhauser Károly[8]
- Nyirő Ádám
- Odescalchi Alajos, a jezsuita iskola tanára, ezt megelőzően Rómában retorikát, bölcseletet és mennyiségtant adott elő.[40][28]
- Okolicsányi Elek (Okolicsnó?, 1711. április 16. – Liptószentmiklós, 1757) 1742-ben Kolozsváron volt tanár, hitszónok és a rendház történetírója.[103]
- Pausz Ádám  (Győr, 1697. december 25. – 1724. április 5.) 1722-ben a gyulafehérvári gimnáziumban latint, 1723–1724-ben Kolozsváron latin nyelvet és retorikát tanított.[104]
- Pázmány Péter (Nagyvárad, 1570. október 4. – Pozsony, 1637. március 19.) Kolozsváron tanult és itt lépett be a rendbe 1587-ben.[105]
- Petkó Miklós (Vágújhely, Nyitra vármegye, 1706. március 17. – Nagyszombat, 1756. március 15.)  1733-ban Felsőbányán plébános, 1734-ben Kolozsváron lelkész, 1738-39-ben házfőnök Nagyváradon, 1739. október 1-jétől 1742. november 18-ig Kolozsváron rektor, 1744-ig ugyanott hitszónok, 1749. augusztus 10-től 1750-ig Kolozsváron rektor.[106]
- Antonio Possevino (Mantova, 1533. július 12. – Ferrara, 1611. február 26.) pápai követ; Erdélyről 1584-ben írt beszámolóját Veress Endre adta ki 1914-ben.[40][44][107]
- Johann Pusch, a jezsuita iskola tanára, hitvitázó.[40][28]
- Justus Rabbus, a jezsuita iskola tanára, neves nyelvtudós és teológus.[40]
- Raicsáni György (Nemeskosztolány, 1670. szeptember 8. – Marosvásárhely, 1734. július 3.) 1732-től a kolozsvári rendház főnöke.[108]
- Raizs József[8]
- Rattkai Miklós (1611. május 20. – Trencsén, 1689. szeptember 15) A rendbe lépett 1641. november 5-én. Tanított a grammatikai osztályban, és tíz évig az erdélyi hittérítésnél működött. 23 évig a rendházak főnöke, majd rektor volt. Teológiai hitvitázó könyvet adott ki szlovák nyelven.[109]
- Salbeck Ferenc (Galac, 1703. december 2. – Udvarhely, 1770. december 19.) 1721. december 17-én lépett a rendbe, s lelkészi szolgálatot teljesített; tanított a kolozsvári római katolikus gimnáziumban is.[110]
- Salbeck Mihály (Jászvásár, 1709. május 9. – Gyulafehérvár, 1758. február 25.) 1726-ban lépett a jezsuita rendbe; tanította a humaniorákat, bölcseletet és a teológiát Kolozsváron és Gyulafehérváron.[111]
- Sámbár Mátyás (Varasd vagy Pétervárad, 1617. április 27. – Zágráb, 1685. február 14.) Három évig Kolozsmonostoron tanított.[112][113]
- Wolfgang Schreck, a jezsuita iskola tanára, hitvitázó.[28][114] Kolozsváron megjelent művei:

Theses de puro et expresso Dei verbo, tam scriptis, quam viva voce tradito & pari utriusq. autoritate, necessitate, utilitate, ac fine. Ad disputandum publice propositae, cum Claudiopoli in Transylvania nouum Gymnasium Societatis Iesu aperiretur Anno D. 1581. Defendentur a Joanne Pvschio societatis Jesu, Praeside Wolfgango Schreckio, Theologo eiusdem Societatis Iesu. Claudiopoli.
Adversvs avtores Ivliani vocant psevdocalendarij Varadini impressi pro Anno MDXXCV carmen, in qvo adversariorvm de Gregoriano calendario perversvm ivdicivm, qvod illi so calendario affuerunt, confutatur. Simul etiam vera causa ac ratio datur, ob quam omnino necessarium fuit calendarum mutationem fieri. Clavdiopoli 1585 [typ. Heltai]
- Schreiner András[8]
- Sunyer Ferenc (Suneri) lengyelországi tartományfőnök, az erdélyi iskolaalapítás egyik fő szervezője.[40][28]
- Szaleffi János[8]
- Szegedi György (Mikeszásza, 1711. november 11. – Marosvásárhely, 1786) Kolozsváron a kollégium és a szeminárium rektora volt, 1773-ban Marosvásárhelyen lett plébános. Fő műve: Pietas Hungarica summus eius dem gentis in Mariam affectus. Kolozsvár, 1736.[8][116]
- Szeredai Antal (Mikefalva, 1740. november 18. – 1798. január 19.) A próbaévet Kolozsváron töltötte; 1773-ban szentelték fel. Nagybányán a humaniorák osztályában tanított, a rend eltöröltetése után világi pap lett; később gyulafehérvári kanonok és nagyprépost, küküllei főesperes, az erdélyi királyi tábla elnöke volt.[8][117]
- Szilatsek Pál (Szakolca, 1706. január 14. – 1783) 1731-ben Kolozsváron a retorika tanára.[118]
- Szini István (Szerémség?, 1580 – Gyulafehérvár?, 1645) 1616 végétől Erdélyben végzett missziós munkát.[21]
- Szunyog Ferenc
- Taxonyi János (Hanusfalva, 1677. szeptember 10. – Nagyvárad, 1746. június 4.) 1715-ben Kolozsváron kazuisztikát és hitvitatkozást adott elő.[119]
- Thomány Mátyás[40][28]
- Tolvay Imre (Holics, 1694. november 8. – Kékkő, 1775. július 11.) 1729-től Kolozsváron volt teológiai tanár.[120]
- Török Ferenc[8]
- Vajkovics Imre (Nagyvárad, 1715. július 22. – Kalocsa, 1798. november 28.) Egy időben a nagyváradi rendházat igazgatta.[121]
- Vásárhelyi Gergely, más néven Marosvásárhelyi Gergely, 1584-ig Mészáros (Marosvásárhely, 1561 – Kolozsvár, 1623. október 18.) Kolozsváron tanított, Székelyudvarhelyen megalapította a katolikus gimnáziumot, Gyulafehérváron volt házfőnök. Bethlen Gábor erdélyi fejedelem kérésére ment Gyulafehérvárra, átvenni a rend igazgatását.[42][122][123]
- Claudius Vernulio[40][28]
- Wagenseil Ignác[8]
- Jakub Wujek (Wujek Jakab, Vangrovitius), a jezsuita iskola első rektora, Báthory Zsigmond nevelője.[40][28]